# پریش وین (لوئیزیانا)
وین پریش (به انگلیسی: Winn Parish) یک قصبه در ایالات متحده آمریکا است که در لوئیزیانا واقع شده‌است.

## خصوصیات
وین پریش ۲٬۴۷۸٫۶۳ کیلومترمربع مساحت دارد.